# كوسكي (نظام أسري)

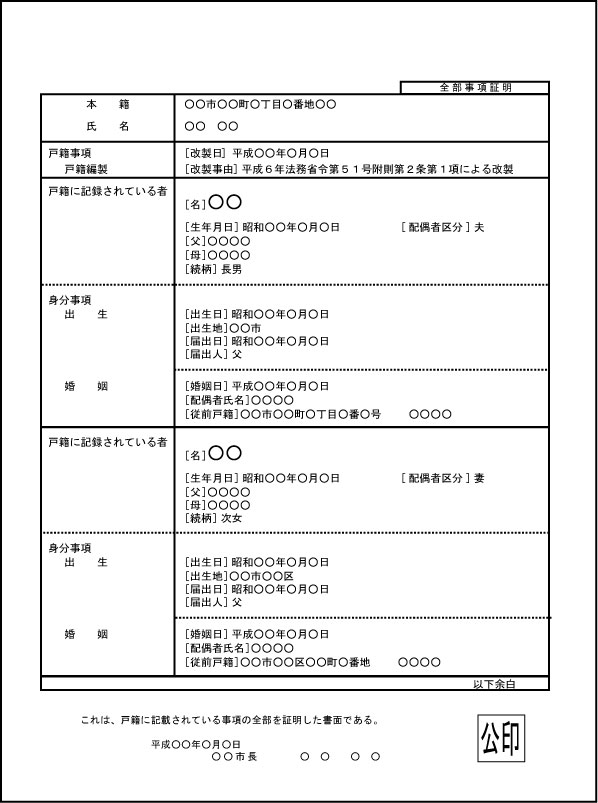
صورة لشهادة من سجل أسرة ما

كوسكي (باليابانية: 戸籍، بالروماجي: Koseki) يقصد به سجل الأسرة الياباني الذي يفرض على اليابانيين القيام بتسجيل أنفسم ضمن إطار أسرى مرجعي. النواة الأساسية في هذا السجل هي الأسرة، وكل شخص عليه أن يكون ضمن أسرة معينة لها ربها. غالبًا ما يكون الأب هو ربها في السجل وتحته يسجل أطفاله وزوجه. يعتبر هذا السجل الأسري مرجعية في مسيرة حياة الفرد ومنعطفاتها، فعند النقل من مسكن لآخر يجب على رب الأسرة أن يحذف اسمه من بلدية المسكن السابق ثم يحدث العنوان الجديد لمسكنه في البلدية الجديدة، كما أنه يتضمن تأريخ الزواج والطلاق والتبني. لهذا السجل أهمية كبيرة عند اليابانيين فهو يطلب بكثرة عند التقدم في وظائف شاغرة في الشركات حيث يطلب متضمنًا جميع من في الأسرة من الإخوة والأخوات والوالد والوالدة وحالتهما إن كانا قد انفصلا، كما أنه يسجل المتبنى من الأطفال واللقطاء منهم، ويُعلمهم في السجل.

## وصلات خارجية
- Family Registry (Koseki)